# Royce'

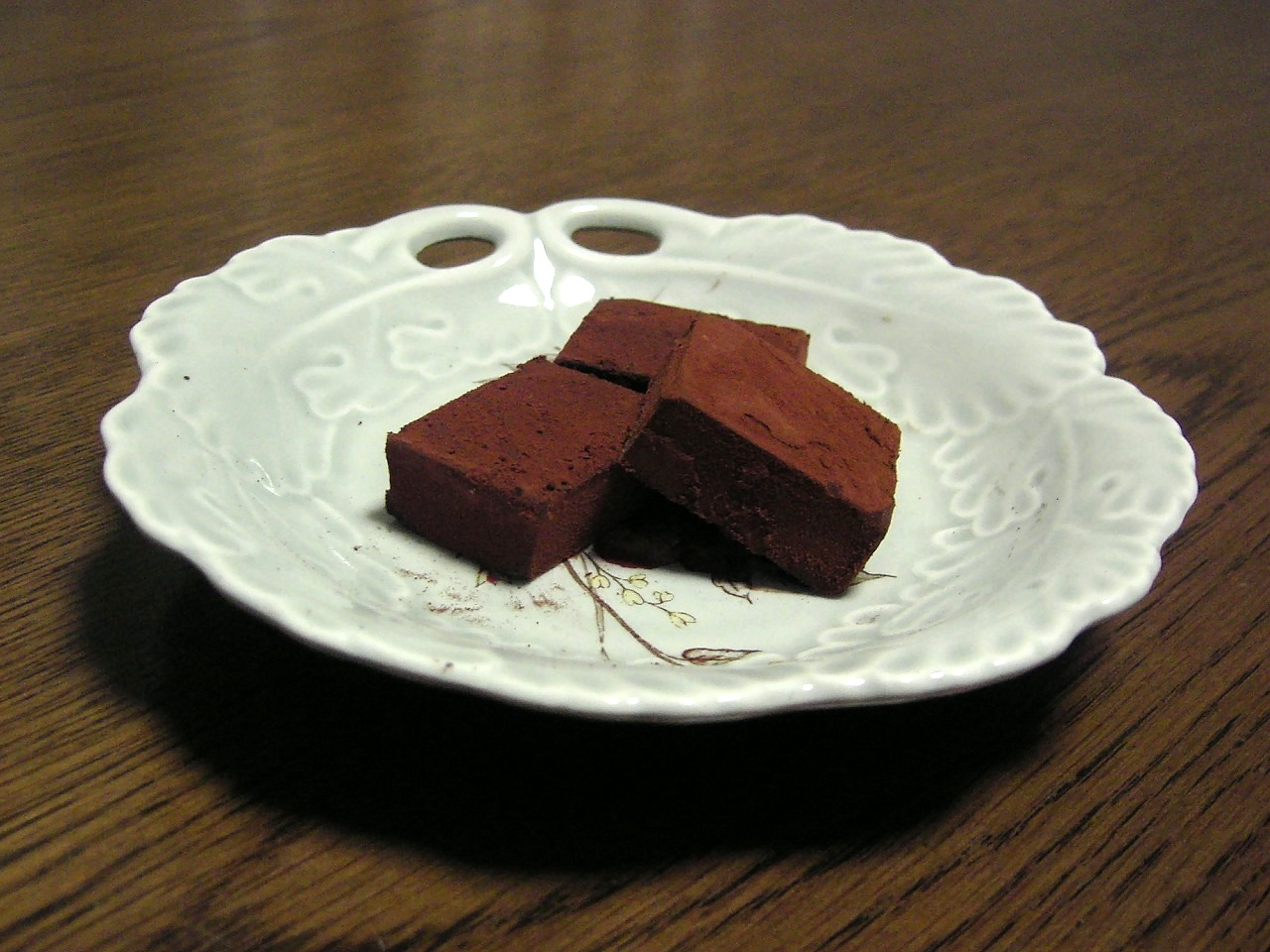
Royce'生巧克力

Royce'是日本一家巧克力制造商，由山崎泰博于1983年在北海道札幌市创建。
Royce'成立之初的愿望是“制造出在北海道具有与国内和欧洲同等竞争力的巧克力”。
Royce'以生巧克力而闻名，其中加入了北海道特产的鲜奶油制作而成，风靡日本国内外。
Royce'生产的其他巧克力产品还包括薯片巧克力、纯巧克力、巧克力维夫饼、巧克力砖、巧克力棒、薄片夹心巧克力、克里奥罗（Criollo）巧克力、曲奇饼等。